# هیچکاک (اکلاهما)
هیچکاک(به انگلیسی: Hitchcock) شهری در ایالت اکلاهما کشور ایالات متحده آمریکا است که جمعیت آن در سرشماری سال ۲۰۱۰ میلادی، ۱۲۱ نفر بوده‌است.